# Cerpovodî, Babanka
Cerpovodî (în ucraineană Черповоди) este o comună în raionul Babanka, regiunea Cerkasî, Ucraina, formată numai din satul de reședință.

## Demografie
Componența lingvistică a comunei Cerpovodî
     Ucraineană (97,07%)
     Română (1,91%)
     Alte limbi (0,89%)
Conform recensământului din 2001, majoritatea populației comunei Cerpovodî era vorbitoare de ucraineană (97,07%), existând în minoritate și vorbitori de română (1,91%).